# XIII Mystery
Ne doit pas être confondu avec The XIII Mystery : L'Enquête.
XIII Mystery est une série de bande dessinée dérivée de la série XIII. Supervisée par Jean Van Hamme, elle est constituée d’albums one shots confiés à des équipes artistiques différentes et mettant en exergue le parcours individuel des personnages de la série mère, préalablement ou parallèlement à l’intrigue principale.

## Albums

### Tome 1 :La Mangouste(2008)
- Scénario : Xavier Dorison
- Dessin : Ralph Meyer
- Couleur : Caroline Delabie et Ralph Meyer

Longtemps avant d’être un redoutable tueur à gages, celui que l’on connaît sous le nom de la Mangouste était un orphelin apprenti menuisier à Berlin-Est. L’intervention d’un « nettoyeur » alors que des soldats de l’Armée rouge rudoyaient son patron et saccageaient sa boutique décida de la vocation du jeune Schreiner. Contraint à l’exil après l’arrestation du menuisier, accusé à tort du meurtre des soldats russes, il émigra aux États-Unis où il dut se résoudre à exécuter des meurtres commandités pour soudoyer les geôliers est-allemands et atténuer ainsi les conditions de détention de son père de substitution.
Il prit rapidement goût à sa nouvelle activité et au train de vie qui l’accompagnait, devenant un expert dans son domaine. Jusqu’au jour où il fut embauché pour abattre le président William Sheridan…

### Tome 2 :Irina(2009)
- Scénario : Éric Corbeyran
- Dessin : Philippe Berthet
- Couleur : Dominique David

Pensionnaire d’un orphelinat en Biélorussie, Irina Svetlanova s’enfuit après la disparition de sa meilleure amie Julia. Capturée par le KGB, elle est finalement recrutée par celui-ci et devient une redoutable tueuse. Mais elle n’a de cesse de retrouver l’assassin de sa meilleure amie. Irina est envoyée à Washington où elle rencontre Jessica Martin et la Mangouste.
Irina Svetlanova est apparue dans Treize contre Un, Le Jugement, Secret Défense et Le Dernier Round.

### Tome 3 :Little Jones(2010)
- Scénario : Yann
- Dessin : Éric Henninot
- Couleurs : Bérengère Marquebreucq

Cette bande dessinée raconte l’histoire du major Jones ainsi que celle du général James E. Wittaker, qui sont étroitement liées.
Dans cet album, l'histoire américaine des années 1960 est modifiée de sorte que Martin Luther King et Calvin X sont fondus en une seule et même personne. James Wittaker est par ailleurs son fils. De plus l'histoire du couple Roman Polanski et Sharon Tate (renommés Norman Boltanski et Sharon Bate) est également revisitée.  Cette dernière a une liaison avec Wittaker. Norman voulant faire un film sur les Black Panthers subit de très fortes pressions du FBI de Hooper (également inspiré de Hoover) secondé par le machiavélique procureur Frank Giordino. Ces deux derniers engagent la Mangouste pour tuer Sharon en faisant accuser les Black Panthers. Cet événement mettra fin à ce mouvement.

### Tome 4 :Colonel Amos(2011)
- Scénario : Alcante
- Dessin : François Boucq
- Couleurs : Bérengère Marquebreucq et François Boucq

Cette bande dessinée raconte l’histoire du colonel Samuel Wenceslaw Amos ayant rejoint les services antiterroristes américains après avoir quitté le Mossad, les services secrets israéliens.
A noter l'apparition en fin d'album de la tueuse Irina Svetlanova engagée par Frank Giordino et le colonel Amos pour éliminer leur homme de terrain pour ne pas laisser de témoin de l'opération qui vient de terminer.

### Tome 5 :Steve Rowland(2012)
- Scénario : Fabien Nury
- Dessin : Richard Guérineau
- Couleurs : Bérengère Marquebreucq

Cette bande dessinée raconte l’histoire du capitaine Steve Rowland et la façon dont il a été amené à rejoindre la Conspiration des XX.

### Tome 6 :Billy Stockton(2013)
- Scénario : Laurent-Frédéric Bollée
- Dessin : Steve Cuzor
- Couleurs : Meephe Versaevel

Cette bande dessinée raconte l’histoire de Billy Stockton, rencontré au pénitencier de Plain Rock par XIII dans l'album Toutes les larmes de l'enfer, et la façon dont il est devenu un assassin.

### Tome 7 :Betty Barnowsky(2014)
- Scénario : Joël Callède
- Dessin : Sylvain Vallée
- Couleurs : Bérengère Marquebreucq

Que sait-on réellement de Betty Barnowsky, la jolie rousse qui accompagne XIII dans ses aventures ? Cet album dévoile un pan méconnu de sa vie, juste après Rouge Total jusqu'à son mariage avec Armand de Préseau.
Obligée de retourner dans l'enfer de la jungle du San Miguel en compagnie de Carrington, Betty tombe aux mains de S.P.A.D.S. déserteurs, restés fidèles à Mac Call. Betty retrouve ses réflexes de femme d'action, mais doit aussi faire face à un enjeu bien plus dramatique : elle est enceinte de XIII.

### Tome 8:Martha Shoebridge(2015)
- Scénario : Frank Giroud
- Dessin : Colin Wilson
- Couleurs : Bérengère Marquebreucq

Bien avant de vivre recluse au bord de l'océan et de recueillir XIII blessé et amnésique, Martha Shoebridge était une chirurgienne, promise à une belle carrière. Mais sa liaison avec William Sheridan l’entraînera dans une spirale la menant à la ruine et l'alcool.

### Tome 9:Felicity Brown(2015)
- Scénario : Matz
- Dessin : Christian Rossi
- Couleurs : Bérengère Marquebreucq

Ce volume raconte des événements autour du personnage de Felicity Brown se déroulant entre les albums Là où va l'Indien... et Pour Maria.

### Tome 10:Calvin Wax(2016)
- Scénario : Fred Duval
- Dessin : Corentin Rouge
- Couleurs : Alexandre Boucq et Corentin Rouge

Ce volume raconte le rôle de Calvin Wax auprès de William et de Wally Sheridan.

### Tome 11:Jonathan Fly(2017)
- Scénario : Luc Brunschwig
- Dessin : TaDuc
- Couleurs : Bérengère Marquebreucq

Les événements décrits dans ce volume se déroulent pendant les journées précédant l'album La Nuit du 3 août.

### Tome 12:Alan Smith(2018)
- Scénario : Daniel Pecqueur
- Dessin : Philippe Buchet
- Couleurs : Philippe Buchet

Dans ce volume on découvre les derniers mois de la vie du vrai Alan Smith, le fils unique d’Abe et Sally Smith, ce couple de retraités qui ont les premiers recueilli et soigné XIII le héros amnésique, dans le premier volume de la série, Le Jour du soleil noir.

### Tome 13:Judith Warner(2018)
- Scénario : Jean Van Hamme
- Dessin : Olivier Grenson
- Couleurs : Bérengère Marquebreucq

Dans cet album scénarisé par Jean Van Hamme, le père de la série, on fait d’une pierre deux coups, et on ne découvre pas le passé, déjà connu depuis Le Dossier Jason Fly, mais le futur de Judith Warner et aussi celui de Jessica Martin (autre personnage secondaire de la série).
Cet album est la suite de la seconde partie de The XIII Mystery : L'Enquête paru en 2018 où le journaliste Danny Finkelstein retrouve Jessica Martin et précède l'album The XIII History paru également en 2018.

### Tome 14:Traquenards et Sentiments(2024)
- Scénario : Jean Van Hamme
- Dessin : Youri Jigounov, Joël Callède, Philippe Xavier, Alain Henriet, Gontran Toussaint, Mikaël
- Couleurs : Bruno Tatti

Dans cet album scénarisé par Jean Van Hamme, plusieurs histoires courtes sont proposées, l'album n'étant pas, comme les précédents, concentré sur un seul personnage.

## Anecdotes et clins d’œil
- Dans le premier tome, la Mangouste discute avec un chauffeur de taxi qui n’est autre que Joe Telenko, un personnage de la série Berceuse assassine également dessinée par Ralph Meyer.
- Le deuxième tome reprend deux scènes de The XIII Mystery : L'Enquête : le meurtre dans un hôtel (pages 48-49) et la rencontre avec la Mangouste (pages 50-51).
- Le troisième tome reprend également plusieurs scènes de The XIII Mystery : L'Enquête (pages 36-39).
- La couverture du septième tome, Betty Barnowsky, est un hommage à celle réalisée par William Vance pour l'album S.P.A.D.S..

## Éditeur
- Dargaud : tomes 1 à 14 (première édition des tomes 1 à 14)